# قبو اوستو پایین
قبو اوستو پایین (به لاتین: Aşağı Qobuüstü، تا ۲۹ می ۲۰۱۵ ینی‌آرخ Yeniarx) یک منطقه مسکونی در جمهوری آذربایجان است که در شهرستان آق‌داش واقع شده است.